# Cyphostemma connivens
Cyphostemma connivens là một loài thực vật hai lá mầm trong họ Nho. Loài này được (Lam.) Desc. miêu tả khoa học đầu tiên năm 1967.